# István Busa
István Busa (* 31. Mai 1961 in Kecskemét) ist ein ehemaliger ungarischer Florettfechter.

## Erfolge
István Busa gewann mit der Mannschaft 1987 in Lausanne die Bronzemedaille bei den Weltmeisterschaften. 1991 wurde er in Wien sowohl in der Einzel- als auch in der Mannschaftskonkurrenz Europameister. Zweimal nahm er an Olympischen Spielen teil: 1988 unterlag er in Seoul im Mannschaftswettbewerb im Halbfinale nach einem 8:8-Unentschieden aufgrund des schlechteren Trefferverhältnisses gegen die Sowjetunion. Im Gefecht um Platz drei setzte sich die ungarische Equipe mit 9:5 gegen die Mannschaft der DDR durch, sodass Busa gemeinsam mit Zsolt Érsek, Róbert Gátai, István Szelei und Pál Szekeres die Bronzemedaille erhielt. Bei den Olympischen Spielen 1992 in Barcelona belegte er im Einzel Rang 27, mit der Mannschaft verpasste er als Vierter knapp einen weiteren Medaillengewinn.